# Mandinka (Sprache)
Mandinka ist eine Sprache in Westafrika.
Sie gehört mit etlichen anderen nahverwandten Sprachen (Bambara, Dioula, Maninka u. a.) zum Manding-Vai-Zweig der Mande-Sprachen, die einen Primärzweig der Niger-Kongo-Sprachen bilden.
Mandinka wird von etwa 1,5 Millionen Sprechern in Gambia, Mali, dem Senegal und Guinea-Bissau gesprochen. In Gambia ist sie die am weitesten verbreitete Sprache. In Sierra Leone gibt es, dort bekannt als Madingo, knapp 89.000 Muttersprachler (Stand 2015).
Die Sprache wird sowohl mit lateinischen Buchstaben als auch in arabischer Schrift geschrieben, wobei die lateinische die offiziell benutzte ist, die arabische die ältere darstellt. Daneben wird Mandinka seltener in N’Ko geschrieben, einer in der Mitte des 20. Jahrhunderts speziell für Mande-Sprachen entwickelten Schrift.

## Phonetik und Phonologie

### Konsonanten
Tabelle 1 zeigt die Phoneme der Konsonanten im Mandinka. In Klammern stehen die IPA Symbole, ansonsten wurde die Standardorthografie der Sprachen in Senegal verwendet.
Tabelle 1: Konsonanteninventar – Mandinka
|                        | labial | dental | palatal | velar | laryngal |
| stimmlose Plosive      | p      | t      | c [ʨ]   | k     |          |
| stimmhafte Plosive     | b      | d      | j [ʥ]   |       |          |
| Frikative              | f      | s      |         |       | h        |
| Nasale                 | m      | n      | ñ [ɲ]   | ŋ     |          |
| laterale Approximanten |        | l      |         |       |          |
| Vibranten              |        | r      |         |       |          |
| Gleitlaute (Halbvokal) | w      |        | y [j]   |       |          |

Quelle: Creissels, 2015, S. 4

### Vokale
Tabelle 2 zeigt das Vokalinventar im Mandinka. Es gibt 5 distinktive Vokalqualitäten. Die Vokallänge ist ebenfalls distinktiv und wird durch Dopplung der Einzelvokale gekennzeichnet (ii, ee, aa, oo, uu).
Bsp.: sàrá „Wassermelone“ vs. sàará „Erstgeborene/r“
Tabelle 2: Vokalinventar – Mandinka
|             | vorne |   | hinten |
| geschlossen | i     |   | u      |
| halb-offen  | e     |   | o      |
| offen       |       | a |        |

Quelle: Creissels, 2015, S. 4

### Ton
Mandinka hat 2 kontrastive Töne: hoch und tief.
Bsp.: ŋ́ ‘ich’ vs. ŋ̀ ‘wir’ and í ‘du’ vs. ì ‘sie (pl.)’
(Creissels, 2015, S.5)

## Nomen

### Kasus
Im Mandinka gibt es keine Klassifizierer, nominale Klassen oder grammatische Geschlechter. Dieses Phänomen des völligen Fehlens grammatikalisierter Nominalklassifizierungssystemeist auch in anderen Mande-Sprachen zu finden. Es gibt jedoch einen Pluralmarker ‘-lú‘. Dieser wird häufig weggelassen, wenn die Pluralität aus dem Kontext und einem assoziativen Pluralmarker ‘-ñòlú‘ hervorgeht.

### NP-Struktur
(GEN) (DET1) N (ATTR) (NUM) (DET2)

### Nominale Flexion
Streng genommen gibt es im Mandinka keine Flexionsmorphologie. Es gibt einen „default“ Determinierer ‘-ò‘ und einen Pluralmarker ‘-lú‘, die wie Suffixe aussehen. Diese sind aber Enklitika, welche die DET2 Position besetzen. Daraus folgt, dass das Nomen kein Stamm sein muss, an welchen Suffixe angefügt werden müssen.

### Pronominalsystem
| Fälle  | schwache (nicht-emphatisch) | starke (emphatisch)         |
| ------ | --------------------------- | --------------------------- |
| 1 sg.  | ŋ́                           | emph. ń-tè                  |
| 2. sg. | í                           | emph. í-tè                  |
| 3. sg. | à                           | emph. à-té                  |
| 1. pl. | ŋ̀                           | emph. ǹ-tè-lú ~ ǹ-tò-lú     |
| 2. pl. | álí ~ álú                   | emph. álí-tè-lú ~ álú-tò-lú |
| 3. pl. | ì                           | emph. ì-tè-lú ~ ì-tò-lú     |

Quelle: Creissels, 2015, S. 15

## Verben
Es gibt einen Prädikativmarker, dieser ist ein Portmanteau-Morphem und kodiert Aspekt- und Modalunterscheidungen und drückt Polarität aus. Ein einfaches verbales Lexem kann ohne den Prädikativmarker nur in positiver Imperativfunktion oder als eine Art Infinitiv auftreten.

### Prädikativmarker

#### Kompletiv
positiv: S yé O V (X) (transitiv) / S V -tá (X) (intransitiv)
negativ: S mâŋ (O) V (X)
Ŋ̀ (1SG) + yè (CPL ) und ŋ̀ (1PL) + yè (CPL) werden als ŋá and ŋà realisiert
(Creissels, 2015, S. 21)

#### Konjunktiv
positiv: S yè (O) V (X)
negativ: S kánà (O) V (X)
(Creissels, 2015, S. 21)

#### Potentialis
positiv: S sì ~ sè (O) V (X)
sì ~ sè = dialektale Varianten
(Creissels, 2015, S. 21)

#### Inkompletiv
typischerweise in Kontexten der Gewohnheit verwendet
positiv: S kà (O) V (X)
negativ: S búkà (O) V (X)
(Creissels, 2015, S. 21)

#### Resultativ
positiv: S bé V -ríŋ (X)
negativ: S té V -ríŋ (X)
(Creissels, 2015, S. 22)

#### Futur
positiv: S bé (O) V -lá (X)
negativ: S té (O) V -lá (X)
(Creissels, 2015, S. 22)

#### Progressiv
existiert nur in einigen Varietäten des Mandinka
positiv: S bé (O) V -kâŋ (X)
negativ: S té (O) V -kâŋ (X)
(Creissels, 2015, S. 22)

#### Imperativ
positiv: kein Prädikativmarker
negativ: wie beim Konjunktiv (kánà)
Null-Kodierung in der 2. Pers. Singular
(1) Díndíŋ-ò yè       táa      kàràmbúŋ-ò tó!
```
 Kind-D  SUBJ gehen Schule-D   LOC
```

"Lass das Kind zur Schule gehen!"
(2) Táa      kàràmbúŋ-ò tó!
```
 gehen Schule-D   LOC
```

"Geh zur Schule!"
(3) Álí    táa      kàràmbúŋ-ò tó!
```
 2Pl gehen Schule-D   LOC
```

"Geht zur Schule!"
(4) Kánà          táa      kàràmbúŋ-ò tó!
```
 SUBJ.NEG gehen Schule-D   LOC
```

"Geh nicht zur Schule!"
(5) Álí    kánà          táa      kàràmbúŋ-ò tó!
```
 2Pl SUBJ.NEG gehen Schule-D   LOC
```

"Geht nicht zur Schule!"
(Creissels, 2015, S. 22–23)

#### Präsens vs. Präteritum
Im Allgemeinen gibt es keine Unterscheidung zwischen Präsens und Präteritum. Normalerweise impliziert der Kontext die Referenz für die Vergangenheit. Manchmal gibt es einen Marker für die Vergangenheit (nǔŋ, stammverwandt mit núntò „zuvor/früher“) in post-verbaler oder satzfinaler Position.
(6) Wǒo tùm-ôo, ŋ̀     kà      ñòô         fíyì          bâaké.
```
 DEM Zeit-D 1Pl INCL Hirse.D anbauen viel
```

"Früher haben wir sehr viel Hirse angebaut."
(7) Kód-òo bé          sàarêe-ríŋ                nǔŋ bàŋk-ôo kónò lè.
```
 Geld-D LOCCOP vergraben-RESULT PST Erde-D  in FOC
```

"Das Geld wurde in der Erde vergraben."
(Creissels, 2015, S. 23)

### Infinite Verbformen
– V-lá (Infinitiv)
– V-ríŋ (resultativ Partizip)
– V-tôo (Gleichzeitigkeit, Gerundiv)
(Creissels, 2015, S. 20)

### Auxiliare
In manchen biverbalen Konstruktionen dient das höhere Verb als Auxiliar des untergeordneten Verbs. Es drückt temporale, modale, oder aspektuelle Spezifikationen aus.
(8) Ì     bòyí-tá          dòokúw-òo ké-là.
```
3Pl fallen-CPL Arbeit-D  machen-INF
```

"Sie fingen an zu arbeiten."
bòyí (fallen) wird als inchoatives Auxiliar verwendet
(Creissels, 2015, S. 23)

## Wortstellung

### Satzebene
S-(O)-V-(X)-(X‘)
X: Obliquus (=genereller Ausdruck für Phrasen in postverbaler Position, meist als Adpositionalphrase kodiert) (Creissels, 2019, S.5)

### Phrasenebene
C pm V X*
C1 pm C2 V X*
C: einzelner Kernbegriff der verbalen prädikativen Konstruktion mit einem Kernbegriff
C1: in verbaler prädikativer Konstruktion mit zwei Kernbegriffen nimmt der Begriff die erste Position ein und ist durch den anderen Kernbegriff vom Verb getrennt
C2: in der verbalen prädikativen Konstruktion mit zwei Kernbegriffen, der Begriff, der dem Verb unmittelbar vorausgeht
pm: Prädikativmarker
X*: Zeichenkette die aus einer beliebigen Anzahl von X’s besteht
(Creissels, 2019, S.3)

(9) Fànkàntáŋ-ò-lú ká               sùulá        máakóyír-òo lá.
```
 arm-D-PL     INCPL.POS brauchen Hilfe-D    POSTP
 C            pm V        X
```

"Die Armen brauchen Hilfe."
(Creissels, 2019, S.4)

(10) Kèw-ôo yè           kód-òo díi        mùs-ôo lá.
```
  Mann-D CPL.POS Geld-D geben Frau-D POSTP
  C1     pm C2     V     X
```

"Der Mann gab der Frau Geld."
(Creissels, 2019, S.4)

### Einfache Sätze

#### Interrogativsätze
Interrogativsätze enthalten immer den Auxiliar-ähnlichen Prädikativmarker, welcher zwischen Agens und Patiens steht. Sie unterscheiden sich von assertiven Sätzen durch zwei Möglichkeiten: Entweder durch: 1. steigende Betonung oder 2. einem eingefügten interrogativ Partikel (Creissels, 2015, S. 30).

#### Entscheidungsfrage
Ja/Nein-Fragen sind von der gleichen Konstruktion wie assertive Sätze. Sehr häufig enthalten sie jedoch zusätzlich den interrogativ Partikel „bǎŋ“, welcher in satzfinaler Position auftritt (Creissels, 2015, S. 30).
(11) Kèw-óo   yè   kód-òo  díi       mùs-ôo   lá       bǎŋ?
```
  Mann-D CPL Geld-D geben Frau-D POSTP Q
```

"Hat der Mann der Frau Geld gegeben?"
(Creissels, 2015, S. 30)

#### W-Fragen
Inventar der Interrogativwörter:
jùmâa = Wer/Was?
mǔŋ = Was/Welcher Art?
mùmmâa = In welcher Form?
dǐi = Wie?
mìntóo ~ mùntóo = Wo?
jèlú ~ jòlú = Wie viele?
jèlùñjáŋ ~ jòlùñjáŋ = An welcher Position?
Mǔŋ nè yè à tínnà ..., = Was hat das verursacht?/Warum?
(Creissels, 2015, S. 30)

(12) Kèw-óo  yè    kód-òo  díi       jùmáa (lè)      lá?
```
   Mann-D CPL Geld-D geben Wer  (FOC) POSTP
```

„Wem hat der Mann das Geld gegeben?“
(Creissels, 2015, S. 30)